# Đấm

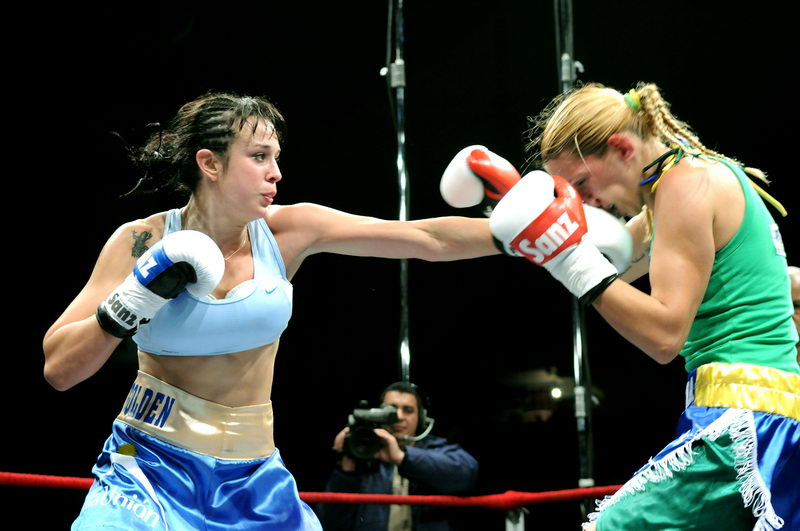
Một cú đấm thọc bằng tay trái trong trận đấ quyền Anh

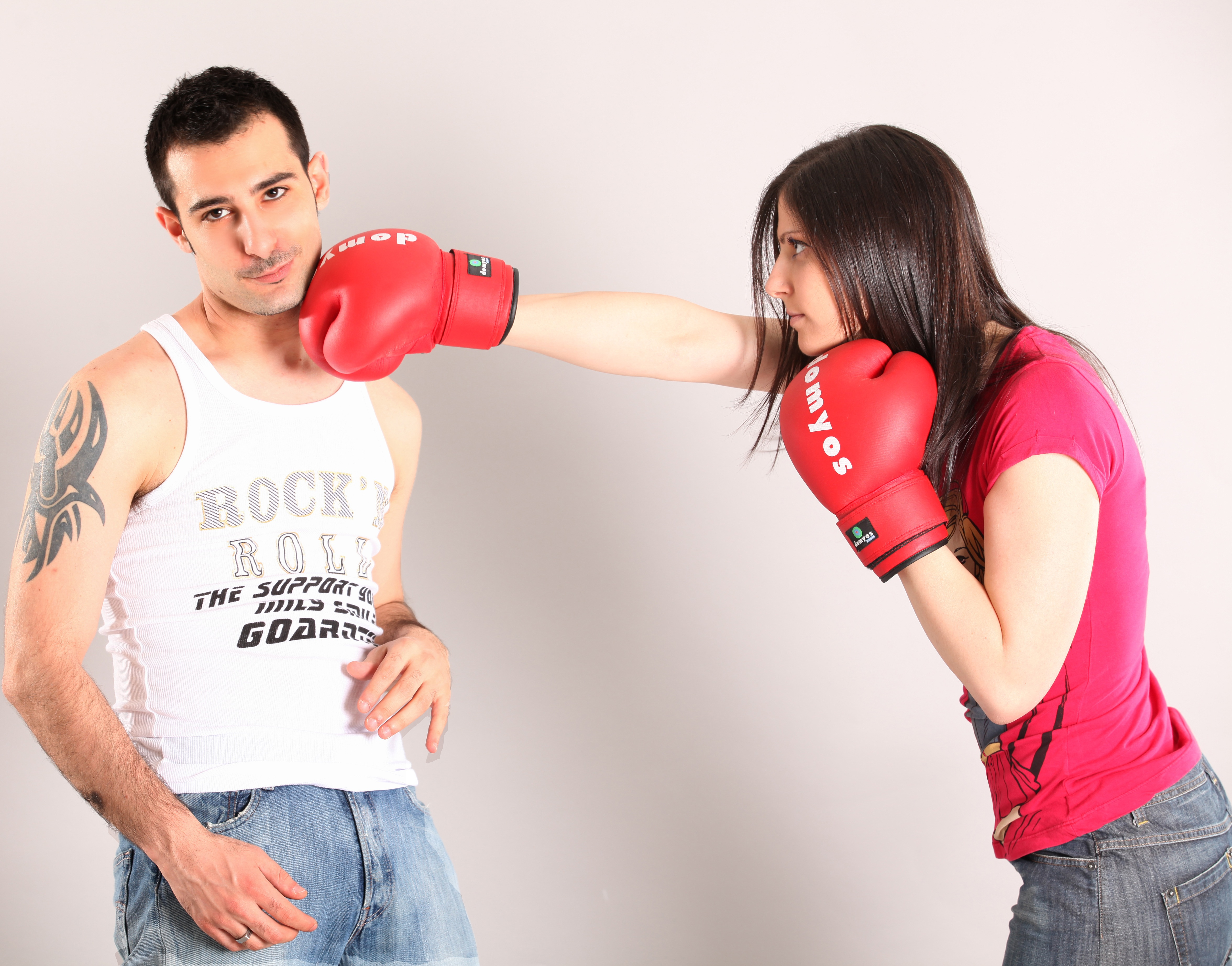
Diễn cảnh một cú đấm

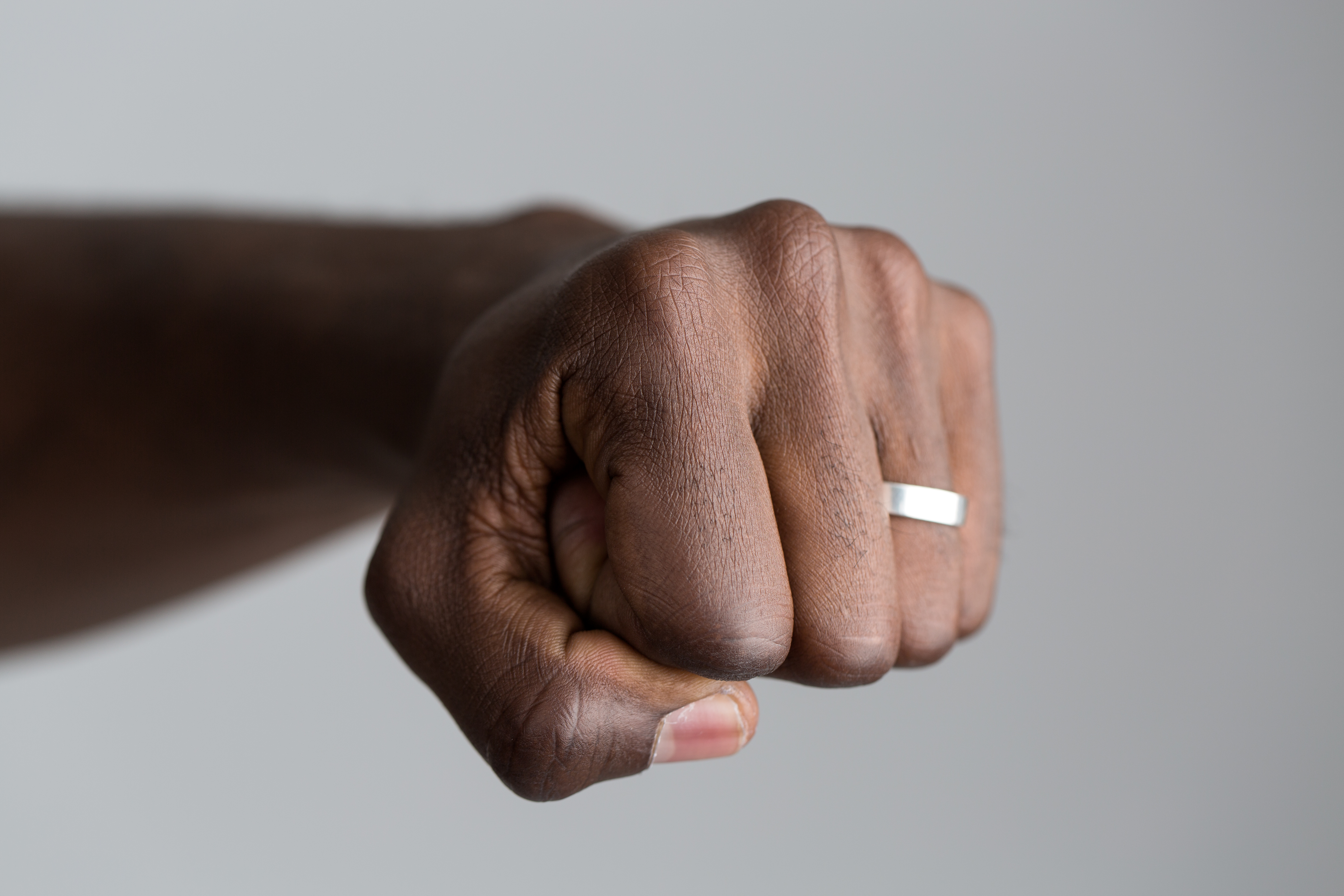
Một cú đấm

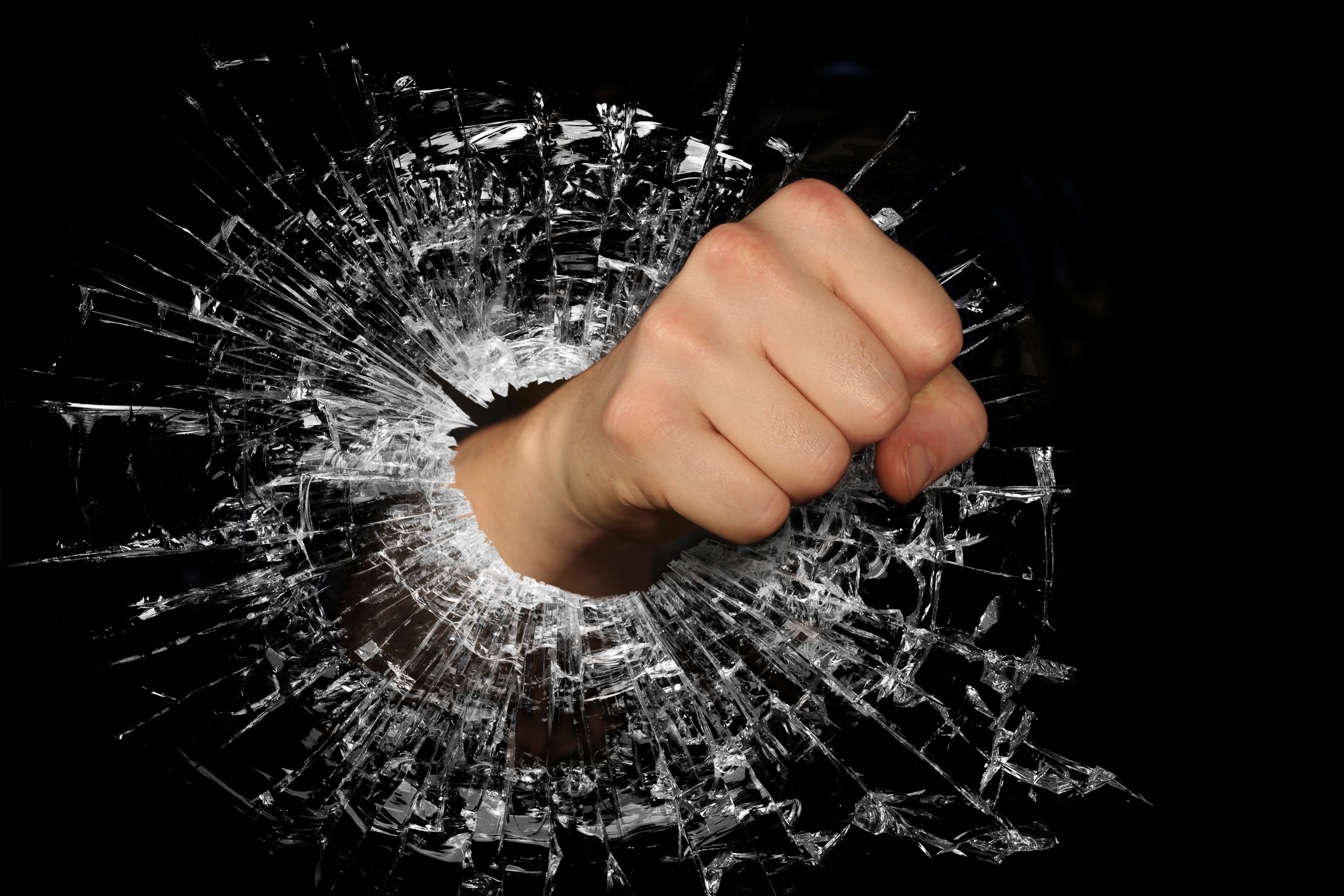
Một đòn đấm mạnh

Đấm hay cú đấm (Punch) là một đòn đánh bằng nắm đấm. Đòn đấm (quyền) được sử dụng trong hầu hết các môn võ thuật và thể thao chiến đấu, đáng chú ý nhất là đấm bốc (quyền Anh) ở phương Tây, nơi đây là loại kỹ thuật tấn công duy nhất chỉ được phép thực hiện bằng nắm đấm. Đấm và đá (cước/thoái)là những đòn tấn công cơ bản trong nhiều môn võ thuật và được gọi là quyền cước. Trong thể thao, băng tay hoặc các miếng đệm khác như găng tay có thể được sử dụng để bảo vệ các vận động viên và người tập luyện khỏi bị dính chấn thương (trật khớp tay, bong gân). Việc sử dụng cú đấm khác nhau giữa các môn võ thuật và môn thể thao chiến đấu khác nhau với các yếu quyết khác nhau để tạo ra cú đấm uy lực. Các phong cách như quyền Anh phương Tây, Suntukan hoặc đấu tay đôi Nga chỉ sử dụng cú đấm (nắm đấm), trong khi những phong cách khác như Kickboxing, Muay Thái, Lethwei hoặc Karate (Không Thủ đạo) có thể sử dụng cả cú đấm và cú đá.
Những môn khác như đấu vật (không bao gồm đấu vật chuyên nghiệp) và Nhu đạo (đấm và các kỹ thuật đánh khác, đấm Atemi, có trong judo kata, nhưng bị cấm trong các cuộc thi đấu) không sử dụng cú đấm. Có nhiều loại đấm khác nhau và do đó, các phong cách khác nhau bao gồm các loại kỹ thuật đấm khác nhau. Trong quyền Anh, các cú đấm được phân loại theo chuyển động và hướng của cú đánh, cú đấm luôn được thực hiện bằng đốt ngón tay. Có bốn cú đấm chính trong quyền Anh gồm cú đấm thọc (Jab), cú đấm thẳng (Cross), cú đấm móc (Hook) và cú đấm xốc (Uppercut). Các kỹ thuật đấm trong Karate được gọi là Tsuki hoặc Zuki. Đấm được thực hiện bằng hai đốt ngón tay đầu tiên (seiken). Nếu bất kỳ phần nào khác của bàn tay được sử dụng để đánh, chẳng hạn như mu bàn tay (Uraken) hoặc phần dưới của bàn tay (tetsui), thì cú đánh được phân loại là đòn đánh (Uchi). Các cú đấm Karate bao gồm cú đấm thọc Oi zuki được thực hiện bằng tay dẫn, cú đấm thẳng Choku-zuki, cú đấm ngược Gyaku-zuki thì được thực hiện bằng tay đối diện (tay dẫn) và nhiều biến tấu khác khi tung ra cú đấm.